# HSBC
HSBC Holding plc (známá jako HSBC) je nadnárodní instituce poskytující bankovní a finanční služby se sídlem v Londýně. Založila si ji v roce 1991 společnost The Hongkong and Shanghai Banking Corporation jako novou mateřskou společnost celého holdingu. Celá skupina ovšem pochází z roku 1865, kdy byly založeny první pobočky v Hongkongu a Šanghaji.
Velká recese byla pro HSBC relativně příhodná. Ke konci roku 2012 měla HSBC celková aktiva ve výši 2,693 bilionu dolarů, z toho asi polovinu v Evropě, na Středním východě a v Africe, čtvrtinu v Asii a Tichomoří a čtvrtinu v Severní a Jižní Americe. V roce 2012 byla HSBC největší bankou na světě podle množství aktiv a šestou největší veřejně obchodovatelnou společností podle souborného hodnocení časopisu Forbes.
HSBC má kolem 7200 poboček v 85 zemích světa, v Africe, Evropě, Severní i Jižní Americe a obsluhuje přes 89 milionů zákazníků.

Země, kde působí HSBC

## Finanční zločin

### Skandál švýcarské pobočky
Švýcarská větev banky HSBC podle zjištění evropských novinářů (na základě dat, které vynesl Hervé Falciani v roce 2007) vytvářela pro své klienty systém umožňující masové daňové úniky. Mezi majiteli zkoumaných účtů jsou například herec Christian Slater, fotbalista Diego Forlán, modelka Elle McPhersonová nebo pilot formule 1 Fernando Alonso.

### Dokumenty FinCEN
Dle dokumentů zveřejněných v roce 2020 banka HSBC "umožnila podvodníkům přesouvat ukradené miliony po celém světě, a to i poté, co se od amerických vyšetřovatelů dozvěděla, že jde o podvod". Jde o období mezi lety 2000 až 2017.

### Kauza Čapí hnízdo
Kauza Čapí hnízdo je již od roku 2017 spojována s bankou HSBC. HSBC skutečného vlastníka Čapího hnízda musela při poskytnutí úvěru znát, a tedy banka svému klientovi pomáhala krýt dotační podvod.